# Карл Вайерщрас
Карл Теодор Вилхелм Вайерщрас (на немски: Karl Theodor Wilhelm Weierstraß; 31 октомври 1815, Остенфелде – 19 февруари 1897, Берлин) е германски математик, един от създателите на съвременния математически анализ.

## Биография
Вайерщрас е първото дете на Вилхелм Вайерщрас (Wilhelm Weierstrass) и Теодора фон дер Форст (Theodora von der Forst). Католическото семейство има общо четири деца: две момчета – Карл и Петер, и две момичета – Клара и Елизе, всички които остават неженени. Майката умира в годината, когато се ражда най-малката им дъщеря, Елизе – 1826. Бащата се жени повторно през 1827 г.
Вилхелм сменя няколко професии, една от които е данъчен инспектор. Това налага семейството често да се мести из различни региони на Прусия. На 14 години Карл постъпва в католическата гимназия в Падеборн, град, в който баща му е служител в главната данъчна канцелария. Въпреки че му се налага да работи, за да помага на семейството си, той успява да изпревари значително съучениците си в математическото си развитие. Редовно чете математическото списание „Крелс Джърнъл“, и дори дава уроци по математика на по-малкия си брат. Баща му обаче не оценява дарбата на Карл и веднага след завършването на гимназията го праща да учи право и икономически науки в Бонския университет с цел – бъдеща кариера в държавната администрация. В резултат на това младият Вайерщрас изпитва дълбоки душевни терзания и не може да се отдаде нито на математиката, нито на предначертания от баща му курс. Така той прекарва по-голямата част от студентките си години из залите за фехтовка и кръчмите. Самостоятелно изучава „Небесна механика“ на Лаплас и някои съчинения на Мориц фон Якоби по елиптични функции. В крайна сметка решава твърдо да стане математик, и без да се яви на изпитите по икономика и право, напуска университета на четвъртата година. Това му решение го противопоставя силно на баща му и мечтите за престижната държавна служба. Този спор води до приемането на Карл в теологичната академия в Мюнстер, където да може да придобие поне учителска квалификация, за да преподава в гимназия.
Вайерщрас се записва в академията в Мюнстер през 1839 г. По това време там преподава известният математик Кристоф Гудерман, което е и една от причините Вайерщрас да настоява да учи в нея. По време на престоя си в Бон Карл се запознава със записки от лекциите на Гудерман по елиптични функции и сега получава възможност да ги чуе на живо. Гудерман оказва огромна подкрепа на младия математик в научните му търсения.
След полагане на необходимите изпити Вайерщрас става учител в гимназията в Мюнстер през 1841 – 1842, след това в прогимназия в Дойч Кроне, и през 1848 се мести в Браунсберг. Вайерщрас преподава не само математика, но и физика, биология, география, немски език, дори и физическо възпитание.
От 1850 до към 1862 г. Вайерщрас страда от постоянен световъртеж, придружен със силно гадене – болести, дължащи се на несполучливото му студентство и неудовлетворителната учителска работа. Работите му по абелови и елиптични функции, публикувани в местни училищни издания, остават незабелязани от математическата общественост. През 1854 г. обаче той успява да публикува труда си „Върху теорията на абеловите функции“ в „Крелс Джърнъл“, което го издига на върха почти моментално. В този си труд Вайерщрас не дава пълната теория за обръщането на хиперелиптичните интеграли, а само някои негови методи за развитие на абелови функции в сходящи редове. Цялата теория той публикува в статията си „Теория на абеловите функции“ в „Крелс Джърнъл“ през 1856 г.
Тези му две статии не остават без отклик и Берлинският университет му предлага така желаното професорско място, и той без колебания го приема през октомври 1856 г. Тук Вайерщрас чете лекции по Редове и интеграли на Фурие и приложенията им в математическата физика, елиптични функции и приложения в механиката и геометрията, интегрално смятане, както и по аналитични функции (Вайерщрасов подход в теорията на аналитичните функции). В лекциите си по аналитични функции (сега тази дисциплина се нарича комплексен анализ) за първи път дава резултати, които е имал още от 1841 г., но останали непубликувани. В лекциите си по Въведение в анализа за пръв път се заема с основите на анализа, с това започва и формулирането на теорията му за реалните числа. В лекциите си от 1863 г. доказва, че комплексните числа са единственото комутативно разширение на реалните. През 1872 г., осланяйки се на математическата строгост, съумява да построи функция, която, въпреки че е непрекъсната във всяка точка, няма производна в нито една (функция на Вайерщрас).
Сред учениците на Вайерщрас са: Георг Кантор, Фридрих Шотки, Георг Фробениус, Вилхелм Килинг, София Ковалевска, Херман Шварц и др. Особено място за него сред тях заема София Ковалевска. След идването ѝ в Берлин Вайерщрас я приема за частен ученик, тъй като университетските власти не ѝ разрешават прием. Благодарение на неговото влиянието и на застъпничеството на Митаг-Лефлер, на Ковалевска е дадено място в Стокхолм. Двамата поддържат кореспонденция до смъртта на Ковалевска през 1891 г. Няма достоверни данни за причините, поради които след това Вайерщрас изгаря всичките над 160 писма.
Здравето на Вайерщрас се влошава значително след 1861 г. Той дори е принуден да чете лекциите си седнал, а някой от студентите да му помага, пишейки на дъската вместо него. След отшумяване на замайванията и гаденето се появяват болки в гърдите и до края на живота си Вайерщрас не успява да се възстанови напълно.
Вайерщрас, Кумер и Кронекер издигат Берлин до най-престижното място за изучаване на математика.
Вайерщрас публикува малко заради острата си самокритичност и стремеж към възможно най-голяма общност на резултатите с пълна математична строгост. Той редактира събраните съчинения на Якоб Щайнер и дори се съгласява на наблюдава редакцията на собствените си събрани съчинения, голяма част от които не са публикувани никъде дотогава. (Трудовете на Вайерщрас все още не са напълно публикувани.)
Вайерщрас умира от пневмония на 19 февруари 1897 г. на 82-годишна възраст, като последните няколко години е прикован на инвалиден стол.
Освен с полагането на основите на съвременния анализ, Вайерщрас е известен и като един от „бащите“ на комплексния анализ (теорията на аналитичните функции), заедно с Риман и Коши. Негови са и първите трудове по многомерен комплексен анализ. Изследва също и цели функции, безкрайни произведения, равномерна сходимост, билинейни и квадратични форми и вариационни задачи. Строгостта, която Вайерщрас налага при определението на ирационално число, моделът „теорема – доказателство“, повлиява силно на бъдещето на математиката и облика ѝ днес.

## Събрани съчинения
- Weierstrass, K. Mathematische Werke. Erster Band. Abhandlungen I. Berlin, Mayer & Muller, 1894, 360S.
- Weierstrass, K. Mathematische Werke. Zweiter Band. Abhandlungen II. Berlin, Mayer & Muller, 1895, 370S.
- Weierstrass, K. Mathematische Werke. Dritter Band. Abhandlungen III. Berlin, Mayer & Muller, 1904, 370S.
- Weierstrass, K. Mathematische Werke. Vierter Band. Vorlesungen über die Theorie der Abelschen Transcendenten. Berlin, Mayer & Muller, 1902, 631S.
- Weierstrass, K. Mathematische Werke. Fünfter Band. Vorlesungen über die Theorie der elliptischen Functionen. Berlin, Mayer & Muller, 1903, 370S.
- Weierstrass, K. Mathematische Werke. Sechster Band. Anwendungen der elliptischen Functionen. Berlin, Mayer & Muller, 1903, 370S.
- Weierstrass, K. Mathematische Werke. Siebenter Band. Vorlesungen über Variationsrechnung. Leipzig, Akademische Verlagsgesellschaft M.B.H., 1927, 325S.